# موتورولا سولوشنز
موتورولا سولوشنز (به انگلیسی: Motorola Solutions) شرکت تجهیزات مخابراتی آمریکایی است، که در زمینه تولید سامانه‌های رایانه‌ای، قطعات و دستگاه‌های مخابراتی، سامانه‌های رادیویی و بی‌سیمی فعالیت می‌نماید.
شرکت موتورولا سولوشنز در ۴ ژانویه ۲۰۱۱ در پی تفکیک شرکت موتورولا به دو بخش تولید تلفن همراه؛ تحت نام شرکت موتورولا موبیلیتی و تولید تجهیزات مخابراتی، تحت نام موتورولا سولوشنز، راه‌اندازی شد.
بخش تولید تجهیزات شبکه شرکت موتورولا نیز به این شرکت واگذار گردید، که در آوریل ۲۰۱۱ توسط نوکیا زیمنس نتورکس خریداری شد.
دفتر مرکزی این شرکت در شیکاگو، ایلی‌نوی، ایالات متحده آمریکا قرار دارد و سهام آن در بازار بورس نیویورک معامله می‌شود و جزئی از شاخص اس اند پی ۵۰۰ به‌شمار می‌آید.